# Cylindrepomus ballerioi
Cylindrepomus ballerioi là một loài bọ cánh cứng trong họ Cerambycidae.